# Било Йосип
Било Йосип, справжнє ім'я та прізвище — Ігор Федорович Дігтяр, (*15 вересня 1923, Микілка — †9 жовтня 1995, Донкастер) — український поет, сатирик. Член Спілки українців Британії, українських літераторів Англії.

## Біографія
Народ. 15 вересня 1923 р. у с. Микілка Котелевського району на Полтавщині. У 1937 р. його батька було репресовано і заслано на Колиму. У 1943 р. потрапив до Австрії, потім — Баварії. У 1948 р. емігрував до Англії, працював у копальні Брадсфорда. У 1953 р. поселився в Донкастері. 9 жовтня
1995 р. помер у Донкастері.

## Творчість
Автор сатиричних віршів, спогадів.